# 호놀룰루의 마천루 목록
미국의 도시이자 하와이의 주도인 호놀룰루는 마천루가 470채 이상 있다. 2011년 미국 도시 중 뉴욕, 시카고, 로스앤젤레스, 샌프란시스코에 이어 마천루 개수 순 도시에서 4위를 차지했다. 2017년에는 휴스턴과 워싱턴 D.C.의 뒤에 이은 6번째를 차지했다.
350피트를 넘은 최초의 마천루는 1970년에 세워진 알라 모아나 호텔이었다. 그 다음으로 높은 건물은 요트 하버 타워와 하와이 모나크 호텔, 디스커버리 베이 센터이다. 이 건물들이 지어지면서 호놀룰루에 마천루 붐이 시작되었다. 동시에 비즈니스와 금융도 호황을 누렸다. 1990년대에는 원 워터 프론트 마우 카 타워, 임페리얼 플라자, 나우루 타워 및 하와이 타워 등 새로운 콘도미니엄이 세워졌다. 모아 나 퍼시픽 이스트 타워와 모아 나 퍼시픽 웨스트 타워 트윈 타워, 케올라 라이, 1288 알라 모아나, 호놀룰루 파시피카 및 더 워터마크 와이키키의 호쿠아와 같은 고층 건물은 여전히 공사가 진행 중이다.
아래는 하와이의 주도 호놀룰루에서 높이 순 마천루를 20위까지 나열한 표이다.

## 완공된 높이 순 마천루
| 순위 | 이름                       | 높이 ft / m    | 층수 | 건축연도 | 1차 거주자 / 용도                                       | 비고 | 사진 |
| ---- | -------------------------- | -------------- | ---- | -------- | ------------------------------------------------------- | --- | ---- |
| 1    | 퍼스트 하와이안 센터       | 429 ft / 131 m | 30   | 1996     | 퍼스트 하와이안 뱅크, 사무소, 호놀룰루 현대 미술관      | 1996년부터 현재까지 하와이에서 가장 높은 마천루이다. 퍼스트 하와이안 센터의 세계 본부다.                                                                                      |      |
| 2    | 모아나 퍼시픽 이스트 타워  | 422 ft / 129 m | 46   | 2008     | 콘도미니엄, 호놀룰루 디자인 센터                        | 호놀룰루에서 두 번째로 높은 마천루. 아키텍츠 하와이 Ltd.에서 설계 |      |
| 3    | 모아나 퍼시픽 웨스트 타워  | 422 ft / 129 m | 46   | 2008     | 콘도미니엄, 호놀룰루 디자인 센터                        | 호놀룰루에서 두 번째로 높은 마천루. 아키텍츠 하와이 Ltd.에서 설계 |      |
| 4    | 나우루 타워                | 418 ft / 127 m | 44   | 1992     | 콘도미니엄                                              | 알라 모아나가 지역에 최초로 건설된 고급 콘도미니엄 타워다. 1992년부터 1996년까지 하와이에서 가장 높은 마천루였다. 아키텍츠 하와이 Ltd.에서 설계                               |      |
| 5    | 호우카 앳 1288 알라 모아나 | 418 ft / 127 m | 40   | 2006     | 콘도미니엄                                              | |      |
| 6    | 퍼시피카 호놀룰루          | 418 ft / 127 m | 46   | 2011     | 럭셔리 콘도미니엄                                       | 알라 모아나-카카오코 지역의 가장 새롭고 가장 고급스러운 콘도미니엄이다. 아키텍츠 하와이 Ltd.에서 설계, 볼드리지 앤 어쏘시에이트의 구조 설계 구조 엔지니어링                   |      |
| 7    | 801 사우스 스트리트 빌딩 A | 450 ft / 137 m | 46   | 2015     |                                                         | |      |
| 8    | 801 사우스 스트리트 빌딩 B | 450 ft / 137 m | 46   | 2017     |                                                         | |      |
| 9    | 하와이 타워                | 400 ft / 122 m | 46   | 1999     | 콘도미니엄, KHON-TV                                     | |      |
| 10   | 원 워터 프론트 마우카 타워 | 400 ft / 122 m | 45   | 1990     | 콘도미니엄                                              | 1990년부터 1992년까지 하와이에서 가장 높은 마천루였다. |      |
| 11   | 원 워터 프론트 마카이 타워 | 400 ft / 122 m | 45   | 1990     | 콘도미니엄                                              | 1990년부터 1992년까지 하와이에서 가장 높은 마천루였다. |      |
| 12   | 원 아처 레인               | 400 ft / 122 m | 41   | 1998     | 콘도미니엄, KITV                                        | |      |
| 13   | 임페리얼 플라자            | 400 ft / 122 m | 40   | 1992     | 콘도미니엄                                              | 혼합 사용 주거용, 상업용 사무실 및 소매. |      |
| 14   | 알라 모아나 호텔           | 397 ft / 121 m | 38   | 1970     | 호텔, 콘도미니엄, TV 송신기                             | 1970년부터 1990년까지 하와이에서 가장 높은 마천루였다. |      |
| 15   | 케올라 라이                | 387 ft / 118 m | 42   | 2008     | 콘도미니엄                                              | |      |
| 16   | 1132 비숍 스트리트         | 387 ft / 118 m | 31   | 1991     | 사무실                                                  | |      |
| 17   | 더 워터마크 와이키키       | 380 ft / 114 m | 38   | 2008     | 럭셔리 콘도미니엄. 아키텍츠 하와이 Ltd.에 의해 디자인됨 | |      |
| 18   | 트럼프 인터내셔널 호텔     | 380 ft / 107 m | 38   | 2009     | 호텔, 콘도미니엄, 트럼프 기업                           | 25년이 넘는 기간 동안 하와이에서 최초로 지어진 초 고급 호텔 중 하나다. 게링 유리 건축가에 의해 설계되었다. 볼드리지 및 구조 어소시에이트 스트럭츄럴 엔지니어링의 구조 설계다. |      |
| 19   | 힐튼 그랜드 와이키키안     | 390 ft / 107 m | 39   | 2008     | 호텔, 힐튼 그랜드 베케이션 클럽, 힐튼 호텔              | 힐튼 하와이안 빌리지와 10년 넘게 지어진 최초의 타워다. |      |
| 20   | 힐튼 타파 타워             | 360 ft / 107 m | 36   | 1982     | 호텔, 힐튼 호텔                                         | 그랜드 와이키키인 이전의 힐튼 하와이안 빌리지에서 가장 높은 마천루이다. |      |
| 21   | 요트 하버 타워즈           | 351 ft / 107 m | 40   | 1973     | 콘도미니엄                                              | |      |
| 22   | 더 원저                    | 350 ft / 107 m | 44   | 2003     | 콘도미니엄                                              | 원래는 아웃트리거 호브론 호텔으로 알려져 운영되었습니다. |      |
| 23   | 하와이 모나크 호텔         | 350 ft / 107 m | 43   | 1975     | 호텔, 콘도미니엄                                        | |      |
| 24   | 디스커버리 베이 타워       | 350 ft / 107 m | 42   | 1977     | 콘도미니엄, 소매                                        | |      |

## 공사중이거나 설계안만 나온 높이 순 마천루
| 순위 | 이름            | 높이 ft / m  | 층수 | 완공 | 용도     | 설명 | 상태   |
| ---- | --------------- | ------------ | ---- | ---- | -------- | --- | ------ |
| 1    | 포호카이아 690  | 650 ft/198 m | 60   | 2019 | 혼합사용 | 690 포후 카이나는 카카아코 지역에서 새로운 실업자 재개발의 중심이 되어 650 피트 높이에서 하와이에서 가장 높은 마천루가 된다. 프로젝트 건설 전에 도시의 건물 높이 제한이 현재 450 피트에서 650 피트로 상향 조정된다. 건물의 디자인은 2012년 12월 13일에 건축 회사 인 포레스트 시티 하와이에게 수여되었다. | 제안됨 |
| 2    | 심포니 호놀룰루 | 400 ft/122 m | 40   | 2014 | 주거용   | 블레이즈델 센터 근처의 새로운 호화로운 콘도미니엄이다. | 공사중 |

## 같이 보기
- 오세아니아의 마천루 목록